# Primo Carnera
Pour les articles homonymes, voir Carnera.
Primo Carnera est un boxeur italien né le 26 octobre 1906 et mort le 29 juin 1967 à Sequals. Catcheur et acteur, ses qualités physiques et sa naïveté proverbiale sont exploitées pendant toute sa carrière par de petits aventuriers, des membres de la mafia italo-américaine, par la propagande du régime fasciste de l'homme d'État italien Benito Mussolini, et par des producteurs de spectacles américains.
Ce boxeur au gabarit exceptionnel (1,97 m pour un poids qui a varié de 107 à 128 kg, ce qui lui vaut le surnom de « colosse aux pieds d'argile », nombre de ses victoires ayant été remises en doute) est champion du monde des poids lourds en 1933. Jusqu'en 2005 et le titre de Nikolay Valuev (147 kg), il est le plus lourd champion du monde de l'histoire de la boxe. 

## Carrière
Né à Sequals dans la Province de Pordenone (Frioul), le jeune Primo Carnera est le premier fils (d'où le prénom de Primo) de Sante et Giovanna Mazziol Carnera. Issu d'une famille très pauvre, il doit travailler tôt pour subvenir à ses besoins. Très tôt déjà, il se distingue par son physique impressionnant : il pèse 7 kg à la naissance, porte les mêmes habits que son père à 10 ans et pèse près de 120 kg à 16 ans. En 1923, il émigre au Mans en France chez un oncle, et commence à travailler comme charpentier, puis rejoint la troupe d'un cirque, en tant qu'homme de foire. En 1925, alors que le cirque s'arrête à Arcachon, il est repéré par l'ancien champion de boxe français Paul Journée qui lui conseille de se lancer dans la boxe. Journée devient son entraîneur et le présente à Léon Sée qui, malgré les doutes sur les qualités de boxe de Carnera, accepte d'être son manager et parvient à en faire une star en truquant plusieurs de ses combats en achetant ou droguant ses adversaires,.
Le 12 septembre 1928, à Paris, Primo Carnera dispute contre Léon Sebilo son premier combat professionnel, qu'il remporte en deux rounds. Il remporte les six combats suivants avant de perdre contre Franz Diener à Leipzig par disqualification au premier tour. Sée fait la promotion de son poulain en organisant des combats à travers l'Europe. Mais les opposants ne sont pas de grosses pointures européennes et certains de ses combats sont truqués. Lors de son premier combat contre un adversaire plus coriace, l'Américain Young Stribling, au Royal Albert Hall de Londres en 1929, Carnera est dominé et ne doit sa victoire qu'à la disqualification de son opposant, coupable d'avoir porté un coup sous la ceinture. Cette faute peu évidente fit à certains observateurs penser que l'issue de ce match était « arrangée ». Un mois à peine plus tard, lors de la revanche entre les deux opposants, c'est Carnera qui est disqualifié cette fois dans le septième round.
Ces combats tapent dans l'œil du manager américain Walter Friedman qui convainc See et se jure de lancer Carnera aux États-Unis à partir de 1930. Plus que son talent, c'est son image et son physique qui sont susceptibles d'attirer les foules. Aux États-Unis, Primo Carnera devient une "bête de foire", enchaînant les combats et gagnant une renommée. Ainsi, il combat 26 fois en 1932 et remporte 24 succès dont un contre Santa Camarão. L'Italien fait l'objet de nombreuses photos destinées à promouvoir ses mensurations, souvent face à des personnes de petite taille de manière à amplifier la différence physique. Il participe aussi à de nombreuses exhibitions dont notamment un combat en 1933 contre un kangourou. Cette exhibition lui rapporte même 20 000 $ (soit deux fois plus que sa victoire contre Jack Sharkey en 1933). Mais la plupart de ses gains tombent dans les mains de la mafia via ses promoteurs et les syndicats de parieurs, qui arrangent ses combats. De toute sa carrière, Carnera ne gagnera que très peu d'argent. Certains de ses combats sont controversés, car remportés dans des conditions troubles, notamment contre George Godfrey et Jim Maloney. En 1933, il bat par KO Ernie Schaaf (en) qui meurt deux jours plus tard. Cette victoire (malgré la tragédie) lui vaut d'affronter Jack Sharkey pour le titre de champion du monde.

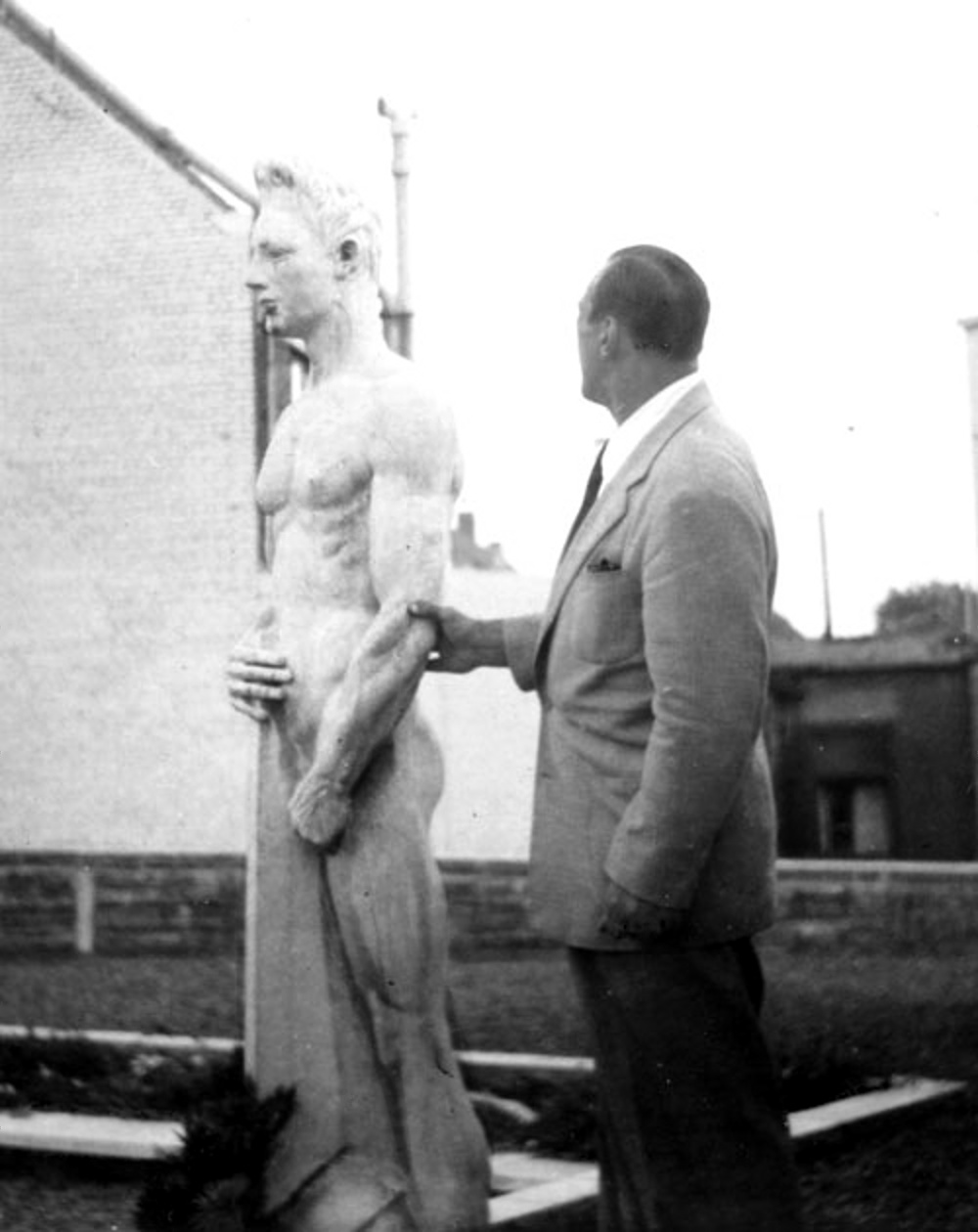
Primo Carnera au pied de la statue "Le mineur de tous les pays" lors d'une visite en Belgique, à Quaregnon en 1958.

Primo Carnera devient champion du monde des poids lourds le 29 juin 1933, après sa victoire par KO contre Jack Sharkey qui l'avait auparavant battu en 1931. Ce titre achève la consécration du géant italien qui devient une idole dans son pays. Une idole bien vite récupérée par le régime fasciste de Benito Mussolini et la mafia. Bien qu'obligé par contrat de défendre son titre au Madison Square Garden, il remet en jeu une première fois son titre contre l'Espagnol Paulino Uzcudun à Rome, sous les yeux du Duce. Carnera perd son titre l'année suivante lors de sa troisième défense face à l'Américain Max Baer.
Max Baer inflige une véritable correction au géant italien (Carnera s’était brisé la cheville au premier round). Bien que plus petit et plus léger, Baer envoie Carnera au tapis à 11 reprises et remporte les 11 rounds. Deux ans plus tard, il revient pour affronter Joe Louis, le tout nouveau champion du monde. Il est mis KO en six rounds. À partir de là, sa carrière décline. Sa santé est fragilisée : diabétique, on doit lui enlever un rein en 1938. En 1944, il abandonne définitivement la boxe après un  dernier combat  contre un parent originaire comme lui de Sequals, Severino Fabris, a qui il brisa une dent.
Une bonne partie des gains qu'il a amassés lors de sa carrière, est récupérée par son manager et gangster Owney Madden et lorsque Carnera arrête sa carrière, il est pratiquement ruiné. En 1946, ne bénéficiant plus du soutien du régime fasciste et de la popularité de ses compatriotes italiens, il s'exile aux États-Unis où il se reconvertit en catcheur fort apprécié et reconnu pour sa juste valeur grâce à sa femme Giuseppina Kovacic (1913-1980), chef comptable d'origine yougoslave, épousée en 1939, et devenue son manager. Il y arrête sa carrière internationale en 1961. En marge et après sa carrière professionnelle, il fait quelques apparitions dans des films: Monsieur Joe (1949), l'Enfant et la Licorne (1955), Hercule et la Reine de Lydie (1959) (titre anglais : Hercules Unchained). Entre 1930 et 1959, il a joué dans une dizaine de films italiens. 
Primo Carnera est mort en 1967, d'une cirrhose hépatique liée à son alcoolisme et de complications dues à son diabète. Il laisse une veuve, Giuseppina Kovacic et deux enfants devenus citoyens américains, symboles de sa revanche sociale, sa fille Giovanna Maria y devenant docteur en sociologie et son fils Umberto médecin.

## Primo Carnera dans la culture populaire
- Le film Plus dure sera la chute sorti en 1956 est en partie inspiré de sa vie de boxeur qui n'a pas été averti qu'il en était le sujet. Mettant l'accent sur les combats truqués, il jette le discrédit sur son titre de champion du monde pourtant obtenu de manière régulière. Carnera demande à la Columbia 1,5 million de dollars de dommages-intérêts pour atteinte à sa vie privée mais la batterie d'avocats du studio déboute le plaignant (le juge Stanley Mosk du tribunal de Santa Monica estimant que la notoriété d'une célébrité l'exproprie à son droit à la vie privée) et Hollywood lui ferme désormais ses portes[18].
- Phillipe Fusaro, dans son roman Le Colosse d'argile[19] (2004, La fosse aux ours, Lyon), raconte, de façon romancée, la vie de Primo Carnera. La narration est partagée entre Primo lui-même, son entraîneur, ses adversaires ainsi que d'autres personnages.
- En 2008, Renzo Martinelli consacre un film à sa vie, Carnera - The Walking Mountain, produit par Riccardo Pintus. L'ancien boxeur Nino Benvenuti participe à la réalisation du film, aussi bien en tant que consultant que comme acteur[20],[21].

## Hommage
Le 7 mai 2015, en présence du président du Comité national olympique italien (CONI), Giovanni Malagò, a été inauguré  le Walk of Fame du sport italien dans le parc olympique du Foro Italico de Rome, le long de Viale delle Olimpiadi. 100 tuiles rapportent chronologiquement les noms des athlètes les plus représentatifs de l'histoire du sport italien. Sur chaque tuile figure le nom du sportif, le sport dans lequel il s'est distingué et le symbole du CONI. L'une de ces tuiles lui est dédiée .